# Jean Goujon (ciclista)
Jean Georges Goujon (París, 21 de abril de 1914-Chaville, 28 de abril de 1991) fue un deportista francés que compitió en ciclismo en las modalidades de ruta y pista. Participó en los Juegos Olímpicos de Berlín 1936, obteniendo dos medallas, oro en ruta por equipos y oro en persecución por equipos en pista.

## Medallero internacional
| Juegos Olímpicos | Juegos Olímpicos  | Juegos Olímpicos | Juegos Olímpicos |
| Año              | Lugar             | Medalla          | Competición      |
| ---------------- | ----------------- | ---------------- | ---------------- |
| 1936             | Berlín (Alemania) | Medalla de oro   | Ruta por equipos |

| Juegos Olímpicos | Juegos Olímpicos  | Juegos Olímpicos | Juegos Olímpicos        |
| Año              | Lugar             | Medalla          | Competición             |
| ---------------- | ----------------- | ---------------- | ----------------------- |
| 1936             | Berlín (Alemania) | Medalla de oro   | Persecución por equipos |